# جان‌فرانکو زولا
جان‌فرانکو زولا (به ایتالیایی: Gianfranco Zola) (زاده ۵ ژوئیه ۱۹۶۶ - اولینا) بازیکن سابق و مربی فوتبال اهل ایتالیا است.
وی سابقه بازی در تیم‌های ناپولی، پارما و چلسی را دارد، زولا با انتخاب ورزشی‌نویسان انگلیسی به عنوان بازیکن برتر تاریخ باشگاه چلسی انتخاب شده‌است.
او در دو فصل حضورش در پارما بعنوان بهترین بازیکن لیگ و در ۱۲ فصل حضورش در لیگ برتر در ۵ فصل به عنوان بهترین بازیکن لیگ انتخاب شد که نوعی رکورد است. وی ۳۵ بازی و ۱۰ گل ملی در کارنامه دارد.

## عملکرد باشگاهی
| باشگاهی   | باشگاهی  | باشگاهی           | لیگ  | لیگ                                                      | جام               | جام               | سایر جام‌ها  | سایر جام‌ها  | قاره  | قاره  | مجموع | مجموع |
| فصل       | باشگاه   | لیگ               | بازی | گل                                                       | بازی              | گل                | بازی        | گل          | بازی  | گل‌    | بازی  | گل‌    |
| ایتالیا   | ایتالیا  | ایتالیا           | لیگ  | لیگ                                                      | جام حذفی ایتالیا  | جام حذفی ایتالیا  | لیگ کاپ     | لیگ کاپ     | اروپا | اروپا | مجموع | مجموع |
| --------- | -------- | ----------------- | ---- | -------------------------------------------------------- | ----------------- | ----------------- | ----------- | ----------- | ----- | ----- | ----- | ----- |
| ۸۵–۱۹۸۴   | نوروس    | سری سی ۲          | ۴    | ۰                                                        | ––                | ––                | ––          | ––          | ––    | ––    | ۴     | ۰     |
| ۸۶–۱۹۸۵   | نوروس    | سری دی            | ۲۷   | ۱۰                                                       | ––                | ––                | ––          | ––          | ––    | ––    | ۲۷    | ۱۰    |
| ۸۷–۱۹۸۶   | تورس     | سری سی ۲          | ۳۰   | ۸                                                        | ––                | ––                | ––          | ––          | ––    | ––    | ۳۰    | ۸     |
| ۸۸–۱۹۸۷   | تورس     | سری سی ۱          | ۲۴   | ۲                                                        | ––                | ––                | ––          | ––          | ––    | ––    | ۲۴    | ۲     |
| ۸۹–۱۹۸۸   | تورس     | سری سی ۱          | ۳۴   | ۱۱                                                       | ––                | ––                | ––          | ––          | ––    | ––    | ۳۴    | ۱۱    |
| ۹۰–۱۹۸۹   | ناپولی   | سری آ             | ۱۸   | ۲                                                        | ۶                 | ۱                 | ––          | ––          | ۲     | ۰     | ۱۸    | ۲     |
| ۹۱–۱۹۹۰   | ناپولی   | سری آ             | ۲۰   | ۶                                                        | ۷                 | ۰                 | ––          | ––          | ۲     | ۰     | ۲۰    | ۶     |
| ۹۲–۱۹۹۱   | ناپولی   | سری آ             | ۳۴   | ۱۲                                                       | ۴                 | ۱                 | ––          | ––          | ––    | ––    | ۳۴    | ۱۲    |
| ۹۳–۱۹۹۲   | ناپولی   | سری آ             | ۳۳   | ۱۲                                                       | ۶                 | ۲                 | ––          | ––          | ۴     | ۰     | ۳۳    | ۱۲    |
| ۹۴–۱۹۹۳   | پارما    | سری آ             | ۳۳   | ۱۸                                                       |                   |                   | ––          | ––          |       | ۱     | ۳۳    | ۱۸    |
| ۹۵–۱۹۹۴   | پارما    | سری آ             | ۳۲   | ۱۹                                                       |                   |                   | ––          | ––          |       | ۵     | ۳۲    | ۱۹    |
| ۹۶–۱۹۹۵   | پارما    | سری آ             | ۲۹   | ۱۰                                                       |                   |                   | ––          | ––          | ۳     | ۲     | ۳۲    | ۱۲    |
| ۹۷–۱۹۹۶   | پارما    | سری آ             | ۸    | ۲                                                        |                   |                   | ––          | ––          |       |       | ۸     | ۲     |
| انگلستان  | انگلستان | انگلستان          | لیگ  | لیگ                                                      | جام حذفی انگلستان | جام حذفی انگلستان | کارلینگ کاپ | کارلینگ کاپ | اروپا | اروپا | مجموع | مجموع |
| ۹۷–۱۹۹۶   | چلسی     | لیگ برتر انگلستان | ۲۳   | ۸                                                        | ۷                 | ۴                 | ۰           | ۰           | ––    | ––    | ۳۰    | ۱۲    |
| ۹۸–۱۹۹۷   | چلسی     | لیگ برتر انگلستان | ۲۷   | ۸                                                        | ۱                 | ۰                 | ۴           | ۰           | ۸     | ۴     | ۴۰    | ۱۲    |
| ۹۹–۱۹۹۸   | چلسی     | لیگ برتر انگلستان | ۳۷   | ۱۳                                                       | ۶                 | ۱                 | ۰           | ۰           | ۵     | ۱     | ۴۸    | ۱۵    |
| ۲۰۰۰–۱۹۹۹ | چلسی     | لیگ برتر انگلستان | ۳۳   | ۴                                                        | ۵                 | ۱                 | ۰           | ۰           | ۱۵    | ۳     | ۵۳    | ۸     |
| ۰۱–۲۰۰۰   | چلسی     | لیگ برتر انگلستان | ۳۶   | ۹                                                        | ۳                 | ۲                 | ۱           | ۱           | ۲     | ۰     | ۴۲    | ۱۲    |
| ۰۲–۲۰۰۱   | چلسی     | لیگ برتر انگلستان | ۳۵   | ۳                                                        | ۶                 | ۱                 | ۵           | ۰           | ۴     | ۱     | ۵۰    | ۵     |
| ۰۳–۲۰۰۲   | چلسی     | لیگ برتر انگلستان | ۳۸   | ۱۴                                                       | ۳                 | ۲                 | ۳           | ۰           | ۲     | ۰     | ۴۶    | ۱۶    |
| ایتالیا   | ایتالیا  | ایتالیا           | لیگ  | لیگ                                                      | جام حذفی ایتالیا  | جام حذفی ایتالیا  | لیگ کاپ     | لیگ کاپ     | اروپا | اروپا | مجموع | مجموع |
| ۰۴–۲۰۰۳   | کالیاری  | سری بی            | ۴۳   | ۱۳                                                       | ?                 | ۰                 | ––          | ––          | ––    | ––    | ۴۳    | ۱۳    |
| ۰۵–۲۰۰۴   | کالیاری  | سری آ             | ۳۱   | ۹                                                        | ?                 | ۴                 | ––          | ––          | ––    | ––    | ۳۱    | ۹     |
| مجموع     | ایتالیا  | ایتالیا           | ۴۰۰  | ۱۳۴\|\|\|\|\|\|Colspan="2"\|––––\|\|۳\|\|۲\|\|۴۰۳\|\|۱۳۶ |                   |                   |             |             |       |       |       |       |
| مجموع     | انگلستان | انگلستان          | ۲۲۹  | ۵۹                                                       | ۲۴                | ۱۱                | ۱۳          | ۱           | ۳۱    | ۹     | ۳۱۲   | ۸۰    |
| کل دوره   | کل دوره  | کل دوره           | ۶۲۹  | ۱۹۳                                                      | ۲۴                | ۱۱                | ۱۳          | ۱           | ۳۴    | ۱۱    | ۷۱۵   | ۲۱۶   |

## عملکرد ملی
| تیم ملی ایتالیا | تیم ملی ایتالیا | تیم ملی ایتالیا |
| سال             | بازی            | گل              |
| --------------- | --------------- | --------------- |
| ۱۹۹۱            | ۲               | ۰               |
| ۱۹۹۲            | ۱               | ۰               |
| ۱۹۹۳            | ۱               | ۰               |
| ۱۹۹۴            | ۶               | ۰               |
| ۱۹۹۵            | ۸               | ۷               |
| ۱۹۹۶            | ۸               | ۰               |
| ۱۹۹۷            | ۹               | ۳               |
| مجموع           | ۳۵              | ۱۰              |

## عملکرد مربی‌گری
| تیم            | از              | تا             | نتایج | نتایج | نتایج | نتایج | نتایج |
| تیم            | از              | تا             | بازی  | برد   | تساوی | باخت  | برد % |
| -------------- | --------------- | -------------- | ----- | ----- | ----- | ----- | ----- |
| وستهام یونایتد | ۱۵ سپتامبر ۲۰۰۸ | ۱۱ مه ۲۰۱۰     | ۸۰    | ۲۳    | ۲۱    | ۳۶    | ۰۲۹   |
| واتفورد        | ۷ ژوئیه ۲۰۱۲    | ۱۶ دسامبر ۲۰۱۳ | ۷۵    | ۳۳    | ۱۵    | ۲۷    | ۰۴۴   |
| کالیاری        | ۲۴ دسامبر ۲۰۱۴  | ۹ مارس ۲۰۱۵    | ۱۰    | ۲     | ۲     | ۶     | ۰۲۰   |
| مجموع          | مجموع           | مجموع          | ۱۶۵   | ۵۸    | ۳۸    | ۶۹    | ۰۳۵   |

تا تاریخ ۱۸ ژوئیه ۲۰۱۵